# 莱德农
莱德农（法語：Lédenon，法語發音：[lednɔ̃]）是法国加尔省的一个市镇，位于该省中东部，属于尼姆区。

## 地理
莱德农（43°54'55"N, 4°30'33"E）面积19.44 平方千米，位于法国奧克西塔尼大區加尔省，该省份为法国南部沿海省份，南端濒地中海，北起顺时针与阿尔代什省、沃克吕兹省、罗讷河口省、埃罗省、阿韦龙省和洛泽尔省接壤。
与莱德农接壤的市镇（或旧市镇、城区）包括：伯祖斯、卡布里耶尔、科利亚斯、梅讷、圣博内迪加尔、塞尔纳克、韦尔斯蓬迪加尔。

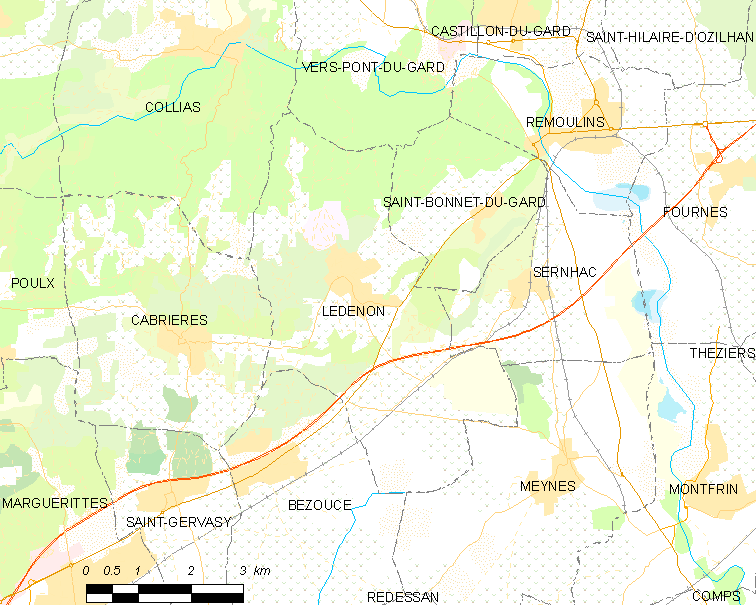
莱德农的OSM定位图

莱德农的时区为UTC+01:00、UTC+02:00（夏令时）。

## 行政
莱德农的邮政编码为30210，INSEE市镇编码为30145。

## 政治
莱德农所属的省级选区为勒代桑县。

## 人口

1962-2008年间莱德农人口变化图示

莱德农于2022年1月1日时的人口数量为1676人。